# Pardosa saxatilis
Pardosa saxatilis är en spindelart som först beskrevs av Nicholas Marcellus Hentz 1844.  Pardosa saxatilis ingår i släktet Pardosa och familjen vargspindlar. Inga underarter finns listade i Catalogue of Life.